# Dolph Schluter
Dolph Schluter (né le 22 mai 1955) est un professeur canadien de biologie évolutive et titulaire d'une chaire de recherche du Canada au département de zoologie de l'Université de la Colombie-Britannique. Schluter est un chercheur majeur dans le domaine du rayonnement adaptatif et étudie actuellement la spéciation chez l'épinoche à trois épines, Gasterosteus aculeatus.

## Biographie
Schluter obtient son baccalauréat ès sciences de l'Université de Guelph en 1977 et son doctorat en philosophie de l'Université du Michigan en 1983, tous deux en écologie et en évolution. Les premières recherches de Schluter portent sur l'écologie évolutive et la morphologie des pinsons de Darwin.
Schluter est l'auteur de The Ecology of Adaptive Radiation, 2000, Oxford University Press, et The Analysis of Biological Data, 2009 (et 2015), avec Michael Whitlock, et éditeur avec Robert E. Ricklefs de Species Diversity in Ecological Communities: Historical et Perspectives géographiques, 1993, Chicago University Press.
En 1999, il est élu membre de la Royal Society. En 2001, il est élu membre de la Société royale du Canada. En 2017, il est élu membre étranger de l'Académie nationale des sciences des États-Unis. Schluter est nommé membre de l'Ordre de la Colombie-Britannique en 2021. Il reçoit la médaille Darwin en 2021. En 2023 il reçoit le prix Prix Crafoord pour ses travaux sur les processus d’adaptation des espèces.